# اسپیکر بلوتوث یو ای بوم
UE BOOM اسپیکر بلوتوث قابل حمل (بلندگو) تولید شده توسط Ultimate Ears است. UE BOOM به دلیل طراحی صنعتی و حجم صدا و عمر باتری بسیار ستایش شده است و یک بلندگوی مناسب با قابلیت‌های فراوان در فضای باز است.
این مدل اولین بار در ۲۱ مه ۲۰۱۳ معرفی شد و در ادامه فروش در ایالات متحده و اروپا بعد از آن ماه است.
در۱۵ سپتامبر 2015, Ultimate Ears اسپیکر بلوتوث UE BOOM 2 را بعنوان نسخه بازنگری شده مدل UE BOOM معرفی کرد. مدل‌های جدید ویژگی‌های IPX7 ضد آب (غوطه ور شدن در آب) را داشته و ۲۵ درصد افزایش در حجم صدا و شعاع محمدوده بی‌سیم از دیگر مشخصات آنان است.

## دستاوردها
مجله CNET امتیاز چهار ستاره از پنج را به عنوان همه‌کاره، با دوام و قابل حمل با صدای بلند به اسپیکر UE BOOM داده است. CNET اعلام کرده است که مانند بسیاری از بلندگوها، UE BOOM ممکن است در حجم بالاتر صدای باس آن نامناسب شود.
مجله نیوزیلند هرالد این محصول را به دلیل سهولت استفاده و کاربری و شفافیت و کیفیت صدا ستوده است.
در سال 2014 UE BOOM مفتخر به دریافت جایزه iF product design award در طراحی محصولات صوتی شده است.

## همچنین مطالعه کنید
آلتیمیت ایرز
اسپیکر بلوتوث
بلندگو
اسپیکر بلوتوث یوای رول